# Lapaeumides
Lapaeumides is een geslacht van vlinders van de familie Castniidae, uit de onderfamilie Castniinae.

## Soorten
- L. actor (Dalman, 1824)
- L. ctesiphon (Hübner, 1820)
- L. zerynthia (Gray, 1838)